# Joseph R. Swan
Joseph Rockwell Swan (né le 21 octobre 1878 et décédé en novembre 1965) est un banquier d'affaires américain, et ancien joueur de football américain universitaire et entraîneur. Il a joué au football américain pour l'Université de Yale de 1899 à 1901 et a été l'entraîneur-chef de l'équipe en 1902. Swan a ensuite eu une longue et fructueuse carrière dans le secteur de la banque d'investissement, en tant que président ou associé principal de trois grandes sociétés de valeurs mobilières : Guaranty Company (1928–1934), Edward Smith & Co. (1934–1937) et Smith Barney & Co. (1937–1944). Il a été affilié au président (1937–1949) puis président du conseil d'administration (1949–1958) du New York Botanical Garden.

## Biographie

### Jeunesse
Swan est né en 1878 à Utica, dans l'État de New York. Il était le fils de Joseph R. Swan et d'Emma Mann Swan et il a fréquenté l'école préparatoire à l'école Groton.

### Yale
Swan s'est inscrit à l'Université Yale et a joué pour l'équipe de football américain universitaire des Yale Bulldogs de 1899 à 1901. Il était membre de l'équipe de Yale 1900 et a terminé sa saison avec un dossier parfait de 13-0, devançant ses adversaires par un score combiné de 336 à 10,. Après que Yale a terminé sa saison avec une victoire 28-0 sur Harvard, New York Times écrit que l'équipe de Yale de 1900 « était sans aucun doute l'équipe la plus forte qui ait été sur le terrain depuis l'équipe de Princeton de 1889 ».
Après avoir obtenu son diplôme à Yale en 1902, Chadwick accepte de revenir en tant qu'entraîneur de football en chef de l'école à l'automne 1902. Swan entraîne l'équipe de football de Yale de 1902 à un record de 11-0-1, battant ses adversaires 286 à 22. Le seul revers de l'équipe de 1902 se produit dans un match nul 6–6 contre l'armée.
Au cours de la période de 1899 à 1912, Yale a eu 14 entraîneurs de football en chef différents en 14 ans, malgré la compilation d'un record combiné de 127–11–10 au cours de ces années. Au cours de cette période de 14 années, l'équipe de football de Yale a également été reconnue comme l'équipe du championnat national par un ou plusieurs des principaux sélectionneurs du championnat national à sept reprises.

### Banque d'investissement
Swan mène ensuite carrière de 40 ans dans le domaine de l'investissement. Il commence sa carrière à la National Commercial Bank of Albany et devient secrétaire de l'Union Trust Company of Albany. En 1910, il devient associé de la firme de Wall Street Kean, Taylor & Co. Pendant la Première Guerre mondiale, Swan sert comme officier de la Croix-Rouge américaine en Europe,.
En décembre 1918, Swan est embauché comme vice-président de la Guaranty Trust Company. Lorsque la Guaranty Company est créée en 1920 en tant que société de valeurs mobilières et filiale de Guaranty Trust Company, Swan en devient vice-président. Au cours des années 1920, il est actif au sein de l'Investment Bankers Association et est membre de son conseil des gouverneurs. En janvier 1928, Swan est élu président de la Guaranty Company.
Après l'élection de Franklin D. Roosevelt à la présidence des États-Unis, Swan siège au comité du code des banquiers d'investissement et contribue à l'élaboration du code des banquiers d'investissement. En 1934, à la suite de la division de la banque commerciale et d'investissement dans le cadre des réformes du New Deal, Swan devient l'associé principal d'Edward B. Smith & Co., qui a repris une grande partie des activités de valeurs mobilières de la Guaranty Company. Il joue également un rôle déterminant dans la mise en place de l'autonomie gouvernementale pour le secteur des valeurs mobilières, y compris la formation de la National Association of Securities Dealers.
Swan a également été président du Jardin botanique de New York de 1937 à 1949 et président de son conseil d'administration de 1949 à 1958. Après avoir pris sa retraite de Smith Barney en 1944, Swan indique qu'il avait l'intention de consacrer la majeure partie de son attention à une ferme de 900 acres dans le Connecticut où il a mené des expériences avec des fleurs.

## Famille
Swan épouse Nathalie Henderson ; ils ont eu trois filles, Nathalie, Emma et Lois. L'épouse de Swan était l'une des fondatrices de la Junior League de New York et administratrice du Bennington College et du Teachers College de l'Université de Columbia. Elle est décédée en avril 1965 dans la maison d'hiver du couple en Floride. Swan décède en novembre 1965 à son domicile de Boca Grande, en Floride.